# رونق‌المجالس
رونق المجالس نام کتابی کهن به فارسی درباره صوفی گری است از نویسنده‌ای ناشناس. شیخ امام ابوحفص عمر بن حسن سمرقندی آن را گرد آورد. بعدها گزیده‌ای از آن نیز بدست مردی به نام عثمان بن یحیی بن عبدالوهاب میری نوشته شد.
اصل رونق المجالس کتابی است به عربی دارای ۲۲ باب.
برای آگاهی بیشتر نگاه کنید به: دو رساله فارسی کهن در تصوف: منتخب رونق المجالس و بستان العارفین و تحفة المریدین. ویراسته احمدعلی رجائی، تهران ۱۳۵۴.